# Паредес, Хуан
Хуа́н Паре́дес Мира́нда (исп. Juan Paredes Miranda; род. 29 января 1953, Мехико) — мексиканский боксёр полулёгкой весовой категории, выступал за сборную Мексики в середине 1970-х годов. Бронзовый призёр летних Олимпийских игр в Монреале, победитель многих международных турниров и национальных первенств. В период 1977—1988 боксировал на профессиональном уровне, но без особых достижений.

## Биография
Хуан Паредес родился 29 января 1953 года в городе Мехико. Первого серьёзного успеха на ринге добился в 1976 года, когда после нескольких удачных выступлений удостоился права защищать честь страны на летних Олимпийских играх в Монреале. Сумел дойти до стадии полуфиналов, проиграв со счётом 0:5 кубинцу Анхелю Эррере, который в итоге и стал олимпийским чемпионом. Спустя какое-то время Паредес решил попробовать себя среди профессионалов и покинул сборную.
Профессиональный дебют Паредеса состоялся в июле 1977 года, он победил своего соотечественника Хосе Костилло нокаутом в восьмом раунде. В течение двух последующих лет провёл несколько удачных поединков, но в августе 1980 года неожиданно проиграл малоизвестному бойцу Альфонсо Родригесу, по очкам единогласным решением судей.
С этого момента его карьера резко пошла на спад, победы стали чередоваться с поражениями. В 1982 году он бился за титул чемпиона Мексики в полулёгком весе, однако в восьмом раунде был нокаутирован действующим чемпионом. В период 1986—1988 Хуан Паредес проиграл пять матчей подряд, после чего принял решение завершить карьеру спортсмена. Всего в профессиональном боксе провёл 34 боя, из них 23 окончил победой (в том числе 19 досрочно), 11 раз проиграл.